# Caribbean Concerto
Caribbean Concerto - De Bovenwindse Eilanden is een compositie voor harmonieorkest van de Nederlandse componist Kees Vlak.